# احمد ابراهیم هلال
احمد ابراهیم هلال (انگلیسی: Ahmed Ibrahim Helal؛ زادهٔ ۳۰ ژوئن ۱۹۹۳) بازیکن فوتبال اهل امارات متحده عربی است.